# Félicien Taris
 (novembre 2023).
- Si vous ne connaissez pas le sujet, laissez ce bandeau (vous pouvez alors contacter les auteurs).
- Si vous supprimez le contenu mis en cause (vous pouvez préalablement contacter les auteurs),

argumentez précisément cette suppression dans la page de discussion
(un manque de référence n'est pas un argument ; une recherche réelle de référence doit avoir été effectuée, être formellement documentée).
 (novembre 2023).
Pour les personnes ayant le même patronyme, voir Taris.
Félicien Taris, né le 13 mai 1978 à Orthez, est un producteur audiovisuel et chanteur français, principalement connu pour sa participation à la saison 2 de Loft Story — et le tube Cum-cum mania (n°1 en été 2002).

## Biographie
Originaire du village d'Amou, Félicien Taris était apprécié de la Chalosse et des Landes pour son sens de la fête et ses qualités sportives au sein de la renommée Étoile Amolloise basket[réf. nécessaire]. Il a aussi naturellement pratiqué la course landaise et le rugby.
Il se fait connaître en France lors de sa participation à la saison 2 de Loft Story. À la suite de l'émission, il enregistre le single Cum-Cum-Mania qui est respectivement classé no 1 et no 2 aux hit-parades français et belge en 2002.
En 2002, il traverse la pelouse du Stade De France lors de l'avant match de la finale du Championnat de France de Rugby à XV, échappant à plusieurs stadiers grâce à sa vitesse et ses crochets, il est finalement reconduit hors du terrain sous les applaudissements de sympathie des spectateurs.
Devenu producteur de spectacles grâce aux revenus que lui a valu sa notoriété, il interprète ensuite plusieurs autres titres musicaux.
En 2005, il coécrit et interprète The sacré Schpountz, un one-man-show dans lequel il tourne en dérision son expérience dans la téléréalité.
Il se tourne également vers l'audiovisuel : sa maison de production, Toros Editions, réalise à partir de 2007 des documentaires sportifs, traitant notamment des All Blacks,.
En parallèle, il est également joueur de basket ball, membre depuis 2011 de l'équipe de Val de Seine évoluant en Nationale 3.en 2019 il joue à levallois Perret en nationale 3.
Il est propriétaire de 2 Restaurants de tapas O' FAM à Levallois Perret et 1 à Paris 4 quartier Morland.
Il annonce en mai 2018 vouloir réaliser sur ses terres amolloises et familiales de Chabrague un projet de domaine hôtelier, loisirs et bien-être pour faire découvrir le terroir typique chalossais.
Le projet débute sa  concrétisation à l'été 2023 par l'ouverture d'un parc accrobranche.

## Discographie

### Album
- 2003 : Olé, Olé

### Singles
- 2002 : Cum-cum mania
- 2003 : Tranquille Emile
- 2007 : Mi Casa Es Su Casa (avec Los Niños)
- 2009 : Ramaya (avec King Félice)
- 2010 : J'ai pas d'argent - VMusic Production
- 2012 : Viens squatter

## Spectacle
2005 : One Man Show : The sacré Schpountz

## Documentaires
Il co-produit deux documentaires :
- 2007 : "All blacks : au cœur du mythe"
- 2011 : "Face aux blacks"

## Publications
- 2013 : France-all blacks : toute une histoire - Éditeur : Ramsay
- 2015 : France-Angleterre : le crunch : toute une histoire - Éditeur : Ramsay
- 2015 : La Coupe du monde de rugby : toute une histoire - Éditeur : Ramsay
- 2016 : Roland-Garros : toute une histoire - Éditeur : Ramsay
- 2018 : Le XV de France : toute une histoire - Éditeur : Ramsay